# Cape Town International Jazz Festival
Il Cape Town International Jazz Festival è un festival musicale annuale che si tiene a Città del Capo, in Sudafrica. Il primo si è tenuto dal 2000 al 2005 ed è riconosciuto come il quarto festival jazz più grande del mondo e il più grande festival jazz del Continente Africano. Il festival è stato chiamato "Cape Town North Sea Jazz Festival" per via della sua associazione con il North Sea Jazz Festival nei Paesi Bassi.

## Storia
Il Cape Town International Jazz Festival è iniziato nel 2000 come parte del North Sea Jazz Festival. Questo faceva parte di un accordo nato come risultato della partnership tra espAfrika, una società di gestione di eventi sudafricana fondata da Rashid Lombard e Mojo Concerts BV, i fondatori del North Sea Jazz Festival olandese. Era la prima volta che in Sudafrica si svolgeva un festival jazz con quattro tappe simultanee. Il festival si è svolto ogni anno fino al 2005 come North Sea Jazz Festival. Successivamente, dal 2005 in poi, il festival è stato battezzato Cape Town International Jazz Festival a causa del fallimento della partnership. Il festival è cresciuto da quando è iniziato nel 2000 e, di conseguenza, la partecipazione è cresciuta da 14.000 spettatori di concerti nel 2000 a 34.000 spettatori nel 2013. Dal suo inizio al 2003 l'evento si è tenuto presso il Good Hope Centre, ma hdiventato troppo grande per la sede, così dal 2004, il festival è stato ospitato presso il Cape Town International Convention Centre.

### Azione legale
Nel 2000 il North Sea Jazz Festival è arrivato per la prima volta a Città del Capo, in Sud Africa. Dal 2000 al 2005 il festival è stato commercializzato come North Sea Jazz Festival come parte di un contratto tra espAfrika e Mojo Concerts. Il piano era che Mojo Concerts fornisse le infrastrutture necessarie per un festival di jazz africano di livello mondiale, così non appena ciò accadde, Mojo Concerts portò espAfrika in tribunale. Hanno presentato istanza di liquidazione di espAfrika per consolidare un debito di € 500.000 che era stato sostenuto nel corso del contratto di 5 anni. Il 26 aprile 2005 è stato raggiunto un accordo extragiudiziale in cui il debito è stato consolidato e espAfrika ha potuto continuare con il festival, ora sotto il nome di "Cape Town International Jazz Festival".

### Festival precedenti
L'edizione 2007 del festival è stata approvata dall'allora sindaco di Città del Capo Helen Zille. L'edizione 2010 del festival ha contribuito con 740 milioni di Rand al PIL del Capo Occidentale. Per un extra di R25.00 per spettacolo, gli appassionati di musica ottengono l'accesso al Rosies Stage che presenta musica jazz acustica più rilassata. Ogni anno, poco prima dell'evento principale, nella Greenmarket Square si tiene un concerto gratuito all'aperto con artisti selezionati.
| Cape Town International Jazz Festival by year | Cape Town International Jazz Festival by year | Cape Town International Jazz Festival by year | Cape Town International Jazz Festival by year                                                                                                 | Cape Town International Jazz Festival by year |
| Anno                                          | Data                                          | Locale                                        | Esecutori |                                               |
| --------------------------------------------- | --------------------------------------------- | --------------------------------------------- | --- | --------------------------------------------- |
| 2000                                          | 31 marzo e 1 aprile                           | Good Hope Centre                              | Herbie Hancock, Youssou N'Dour, Courtney Pine, Moses Taiwa Molelekwa, Hugh Masekela, Busi Mhlongo, Interzone                                  |                                               |
| 2001                                          | 30 e 31 marzo                                 | Good Hope Centre                              | Marcus Miller, Mal Waldron, Zuco 103, Sibongile Khumalo, Don Laka, Bill Bruford Earthworks                                                    |                                               |
| 2002                                          | 30 e 31 marzo                                 | Good Hope Centre                              | Spyro Gyra, Ahmad Jamal, Toots Thielemans, Andy Narell, Tower of Power, Louis Mhlanga, Judith Sephuma, McCoy Mrubata                          |                                               |
| 2003                                          | 28 e 29 marzo                                 | Good Hope Centre                              | Eumir Deodato, Isaac Hayes, Osibisa, Andreas Vollenweider, Jonas Gwangwa, India.Arie, Archie Shepp, Pieces of a Dream, Moses Khumalo, Floetry |                                               |
| 2004                                          | 10 e 11 aprile                                | Cape Town International Convention Centre     | Stanley Clarke, Miriam Makeba, Cassandra Wilson, Abdullah Ibrahim                                                                             |                                               |
| 2005                                          | 30 e 31 marzo                                 | Cape Town International Convention Centre     | 340ml, Cesária Évora, Bobo Stenson, Dhafer Youssef, Transglobal Underground, Dave Holland                                                     |                                               |
| 2006                                          | 31 marzo e 1 aprile                           | Cape Town International Convention Centre     | Miriam Makeba, Chucho Valdés, Freddy Cole, Louie Vega, Sipho Mabuse, Paul Hanmer                                                              |                                               |
| 2007                                          | 30 e 31 marzo                                 | Cape Town International Convention Centre     | Average White Band, Gino Vannelli, Leela James, The Stoner, Saskia Laroo, Hip Hop Pantsula                                                    |                                               |
| 2008                                          | 28 e 29 marzo                                 | Cape Town International Convention Centre     | Ananda Project, Gerald Albright, Kenny Barron Trio, Oliver Mtukudzi, Najee, The Manhattans, Zola                                              |                                               |
| 2009                                          | 3 e 4 aprile                                  | Cape Town International Convention Centre     | Mos Def, 340ml, Hugh Masekela, Freshlyground, Dianne Reeves, Maceo Parker, Peter White                                                        |                                               |
| 2010                                          | 3 e 4 aprile                                  | Cape Town International Convention Centre     | BLK JKS, Rick Braun, Vusi Mahlasela, TKZee, Richard Elliot, Rachelle Ferrell                                                                  |                                               |
| 2011                                          | 25 e 26 marzo                                 | Cape Town International Convention Centre     | Al Di Meola, Angie Stone, Hugh Masekela, Miriam Makeba, Herbie Hancock, Erykah Badu                                                           |                                               |
| 2012                                          | 30 e 31 marzo                                 | Cape Town International Convention Centre     | Lauryn Hill, Mike Stern, James Ingram, Zahara, Dave Koz, Jean Grae, GoodLuck, Lenny White, Donald Harrison, Ron Carter                        |                                               |
| 2013                                          | 5 e 6 aprile                                  | Cape Town International Convention Centre     | Ravi Coltrane, Steve Turre, Mafikizolo, Robert Glasper, Matt Garrison, Buena Vista Social Club                                                |                                               |
| 2014                                          | 28 e 29 marzo                                 | Cape Town International Convention Centre     | Kirk Whalum, Erykah Badu, Lalah Hathaway, Mi Casa, Black Coffee, Snarky Puppy                                                                 |                                               |
| 2015                                          | 27 e 28 marzo                                 | Cape Town International Convention Centre     | Basia, Yvonne Chaka Chaka, Thundercat, Amel Larrieux, Ringo Madlingozi                                                                        |                                               |
| 2016                                          | 1 e 2 aprile                                  | Cape Town International Convention Centre     | Angie Stone, Cassandra Wilson, BADBADNOTGOOD, SWV, Lizz Wright                                                                                |                                               |
| 2017                                          | 31 marzo e 1 aprile                           | Cape Town International Convention Centre     | En Vogue, Gretchen Parlato, Judith Sephuma, Soweto String Quartet, Digable Planets                                                            |                                               |